# Pont du Gril de Corbelin
Le pont du Gril de Corbelin, ou pont du Gril est un pont en maçonnerie français situé sur le territoire de la commune de Griselles dans le département du Loiret et la région Centre-Val de Loire.

## Géographie
Le pont se situe au sud du bourg de Griselles et est emprunté par la route du pont du Gril. Il franchit un affluent du Loing, la Cléry.

## Histoire[2]

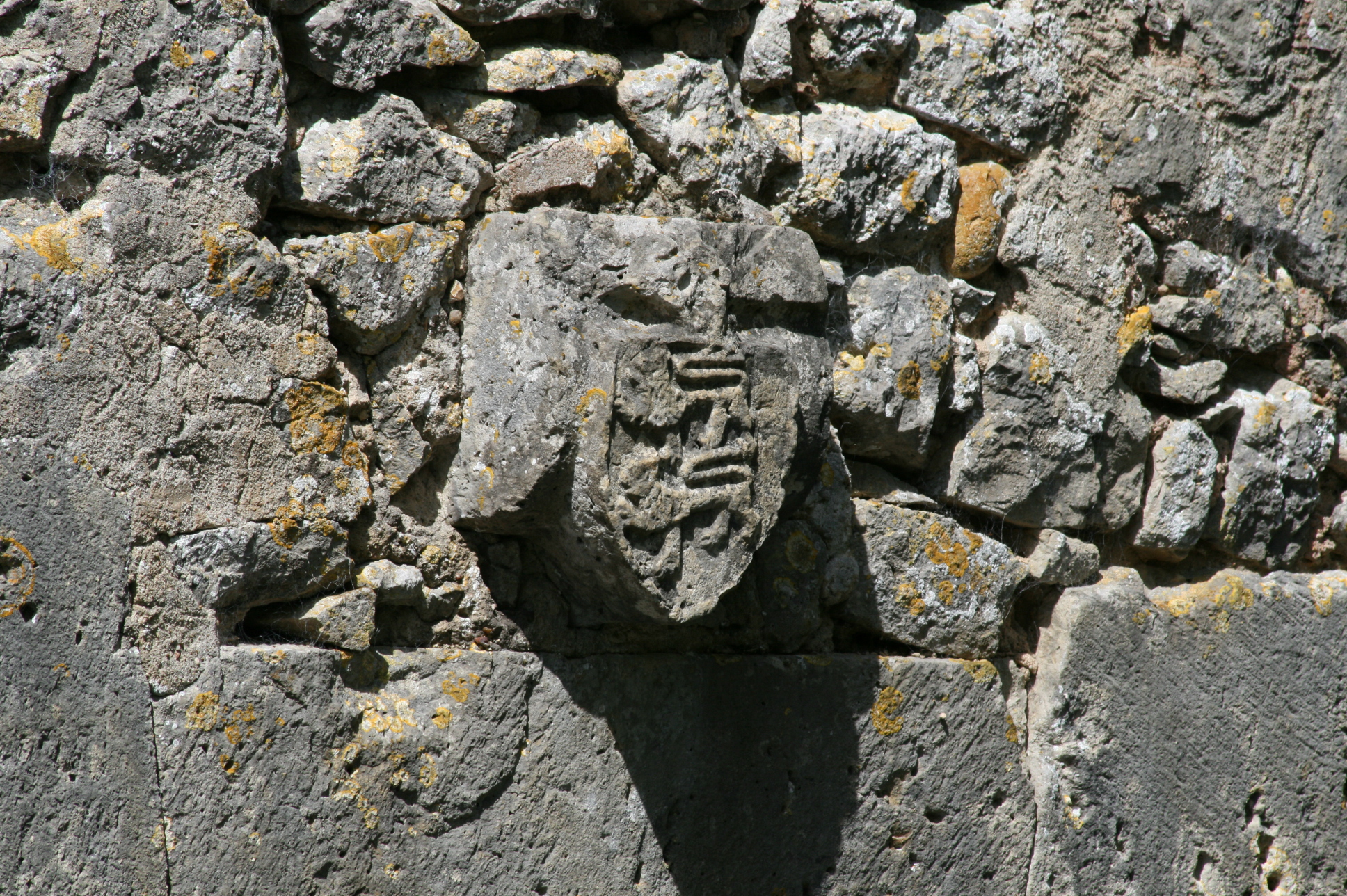
Blason de Louis de Blanchefort sur l'arche centrale amont

Ce pont a été construit par les moines de l'abbaye de Ferrières (actuellement Ferrières-en-Gâtinais) entre la fin du XIIe siècle et le début du XIIIe siècle.
Il porte le nom de Gril de Corbelin soit en raison de la proximité, à l’époque, d’une forge en amont qui grillait le fer, soit parce qu’il constituait la bordure extrême d’un étang s’étendant jusqu’à Ferrières et servait de barrage filtrant.
Un gril était en effet une claire-voie destinée à filtrer les détritus apportés par le courant, située en amont d'une rivière.
Détruit partiellement pendant la guerre de Cent Ans, il a été reconstruit par l’abbé Louis de Blanchefort dont le blason se retrouve sur l’arche centrale.
Le pont a été inscrit à l’inventaire des monuments historiques par arrêté du 3 octobre 1929.

## Descriptif

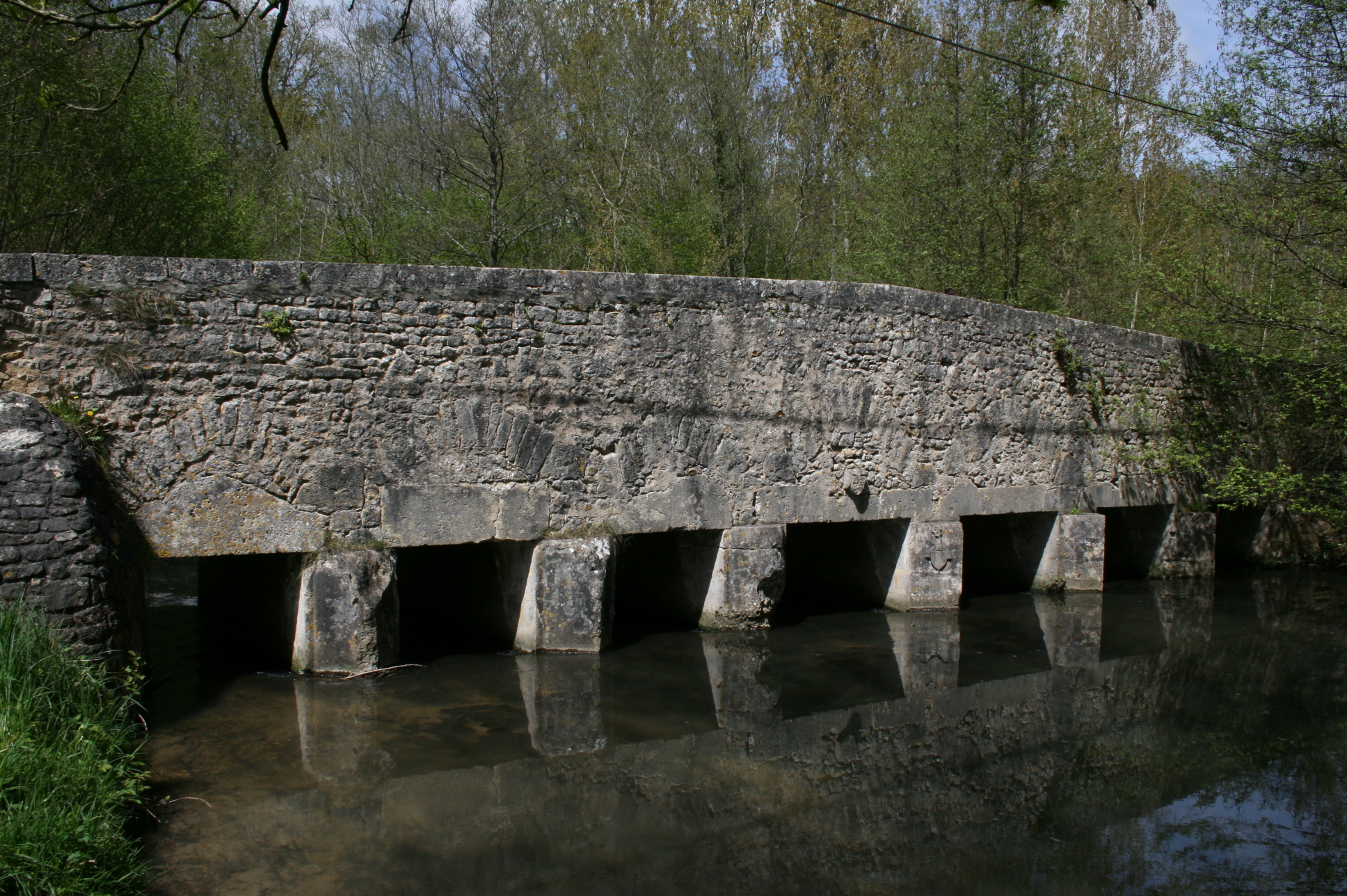
Vue générale amont

Il s’agit d’un pont en maçonnerie à sept arches qui présentait la particularité de pouvoir faire fonction de barrage filtrant.
Il s’agirait d’une claire-voie construite par les moines de Ferrières afin de filtrer les détritus en amont de la Cléry. Ceci expliquerait que le tablier du pont est rectiligne du côté amont, alors qu'à l'aval, de belles ogives séparent les piles.
Il pouvait s’agir d’un « gril fixe (vu la soudaineté des crues) qui s'appuyait en bas dans le lit de la Cléry et en haut sur le tablier du pont, avec des pièces traversières s'appuyant sur les pilastres. Ce gril arrêtait en cas de crue, les morceaux de bois, tas de foin, peut-être même cadavres de petits animaux pour éviter de polluer le grand étang des moines, que la Cléry rejoignait à quelque distance en amont de la Brèche. Et peut-être même, cadavres humains en cas de luttes armées : guerre de Cent ans, guerres de religion, grand banditisme ou noyades accidentelles : ce qui permettait aussi de donner une sépulture chrétienne aux noyés ainsi repêchés ».
Les arches sont en arcs brisés, de type gothique, caractéristiques des ouvrages construits au XIIIe siècle.

## Galerie

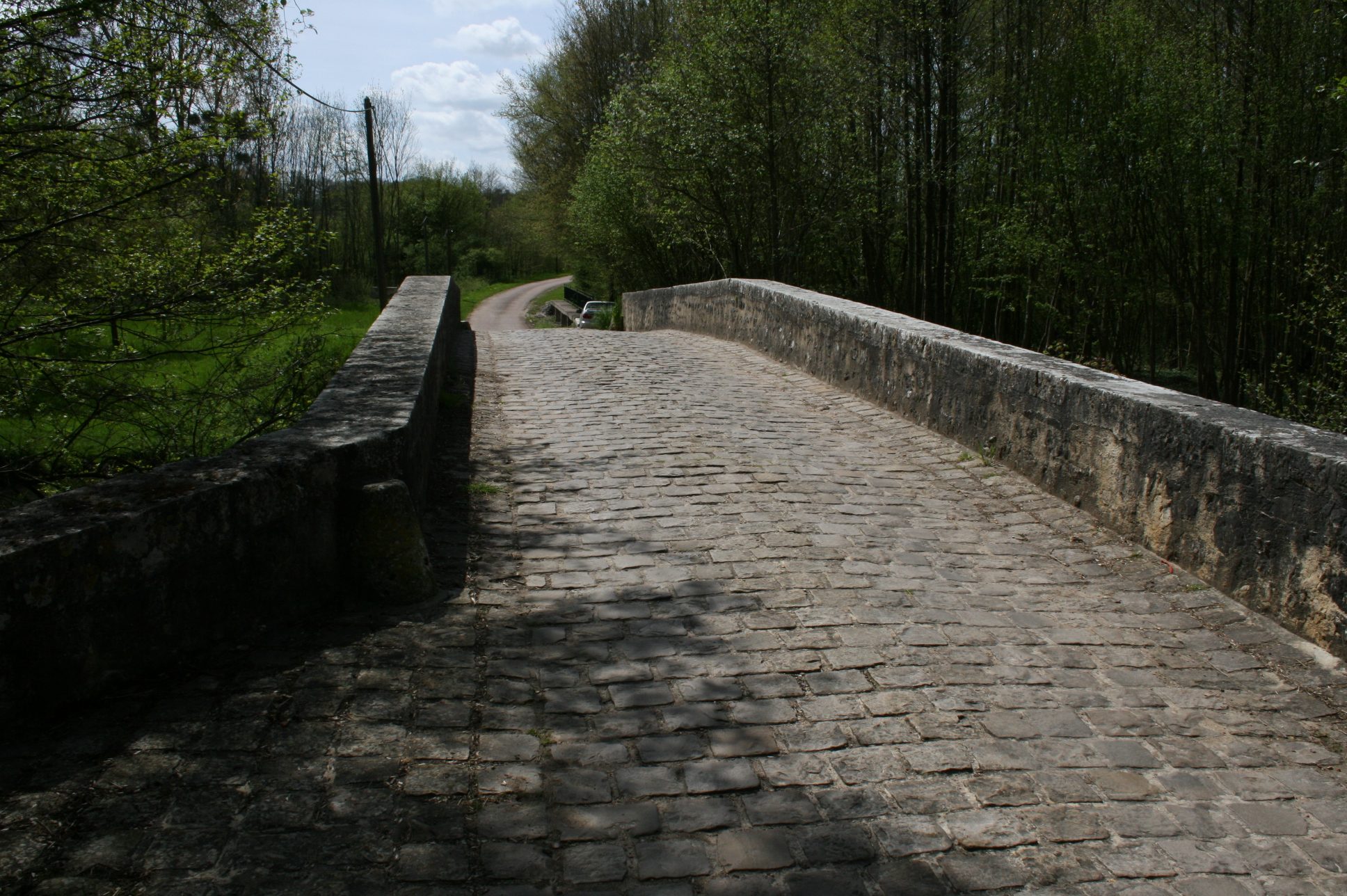
Vue du tablier du pont, revêtement en pavage, profil en dos d'âne
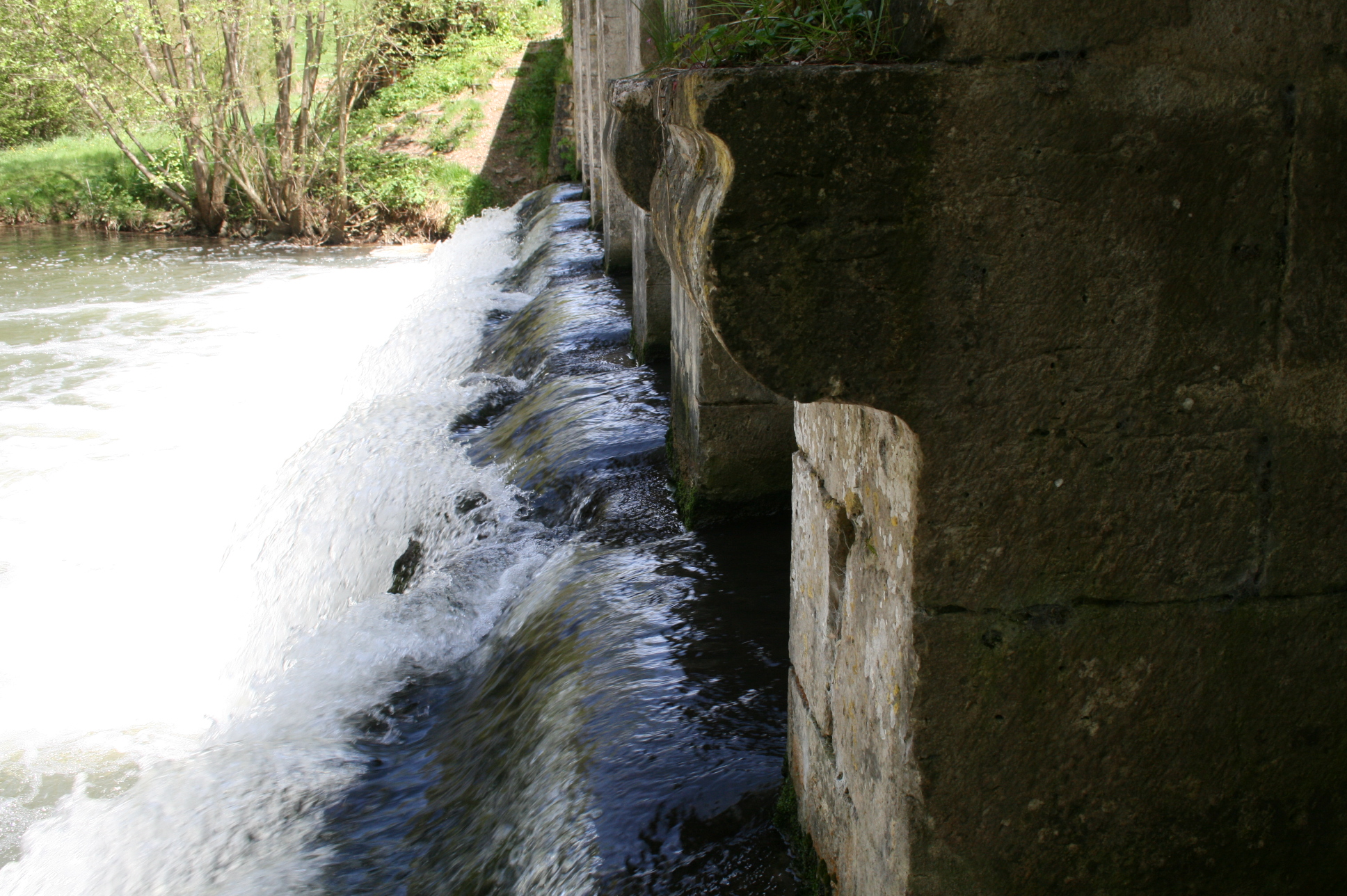
Vue aval du pont. Cette chute créée intentionnellement aurait pu servir à l'oxygénation de l'eau, constituant ainsi un deuxième traitement après le filtre du gril
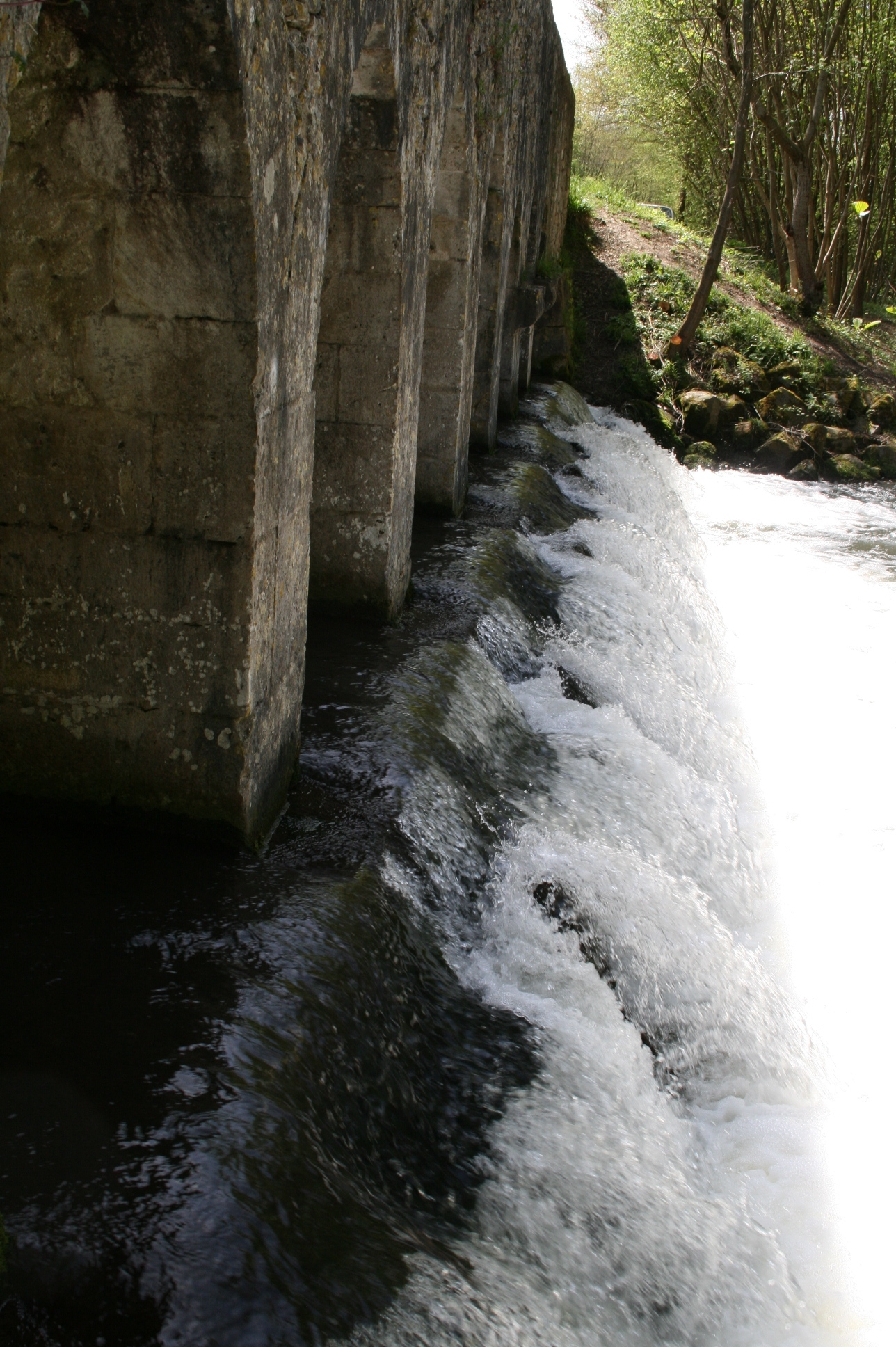
Vue aval
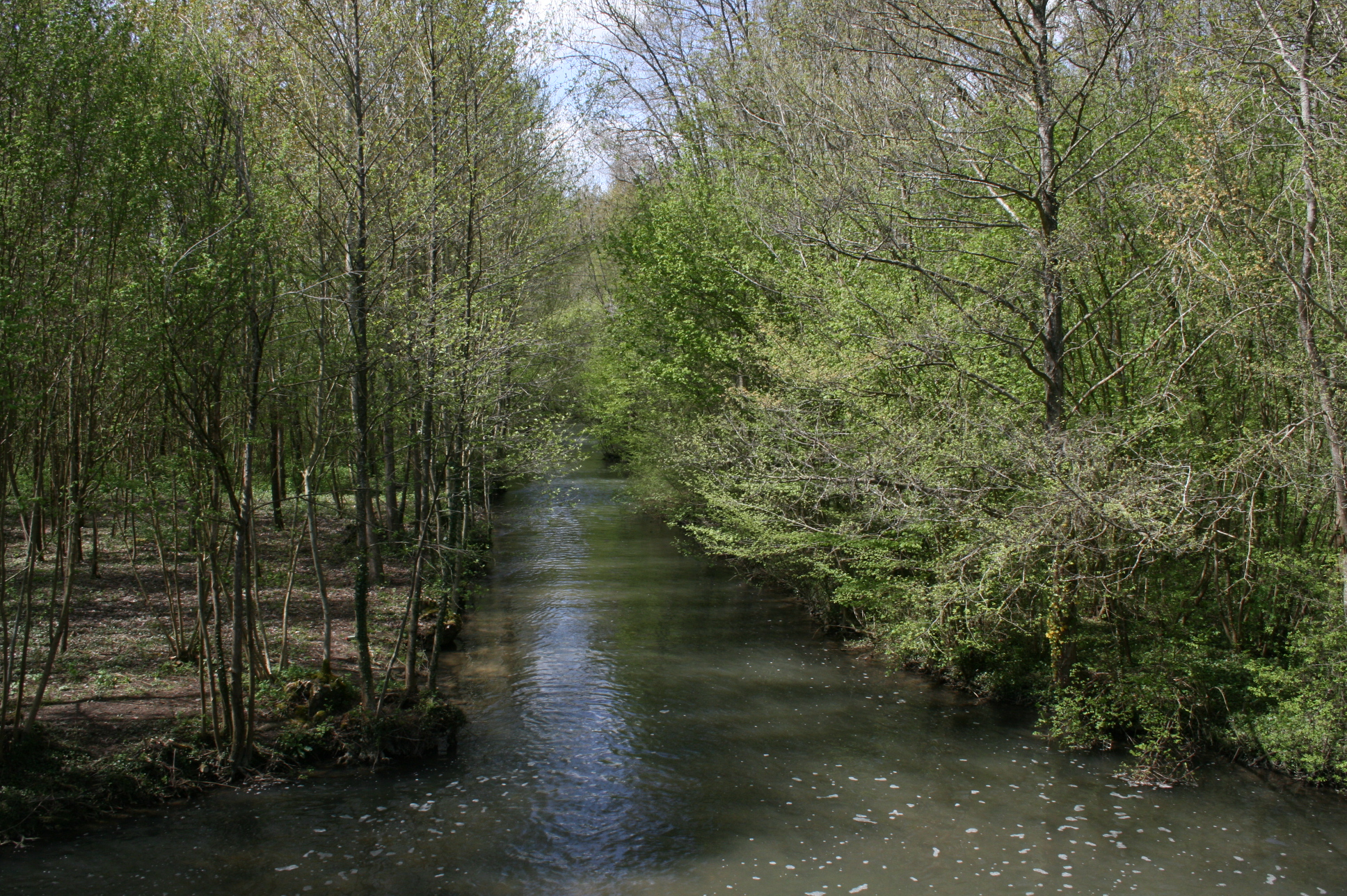
Vue de la Cléry en aval du pont. Cette rivière alimentait un vaste étang aux abords de l'abbaye de Ferrières
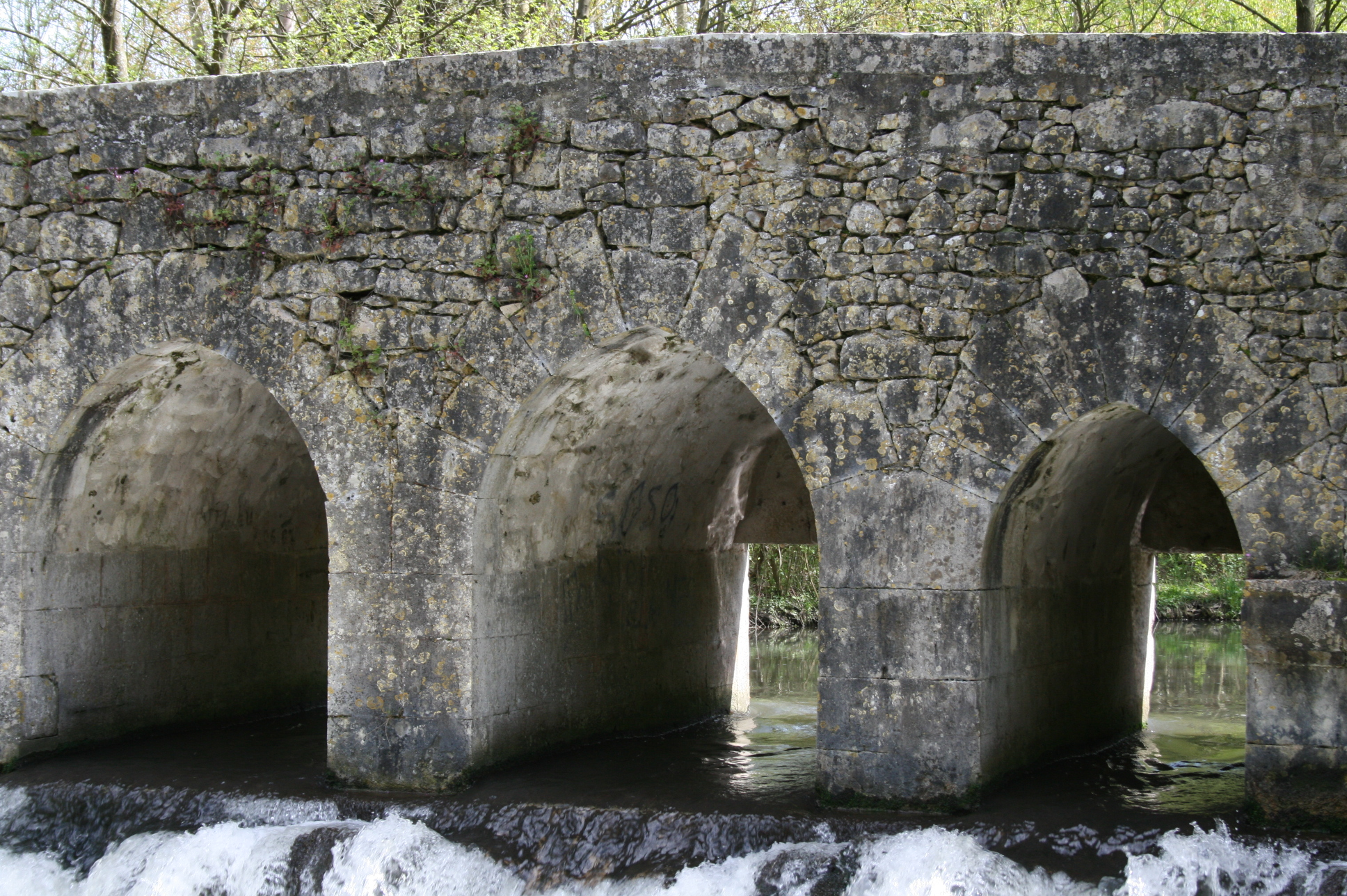
Arches en arcs brisés côté aval
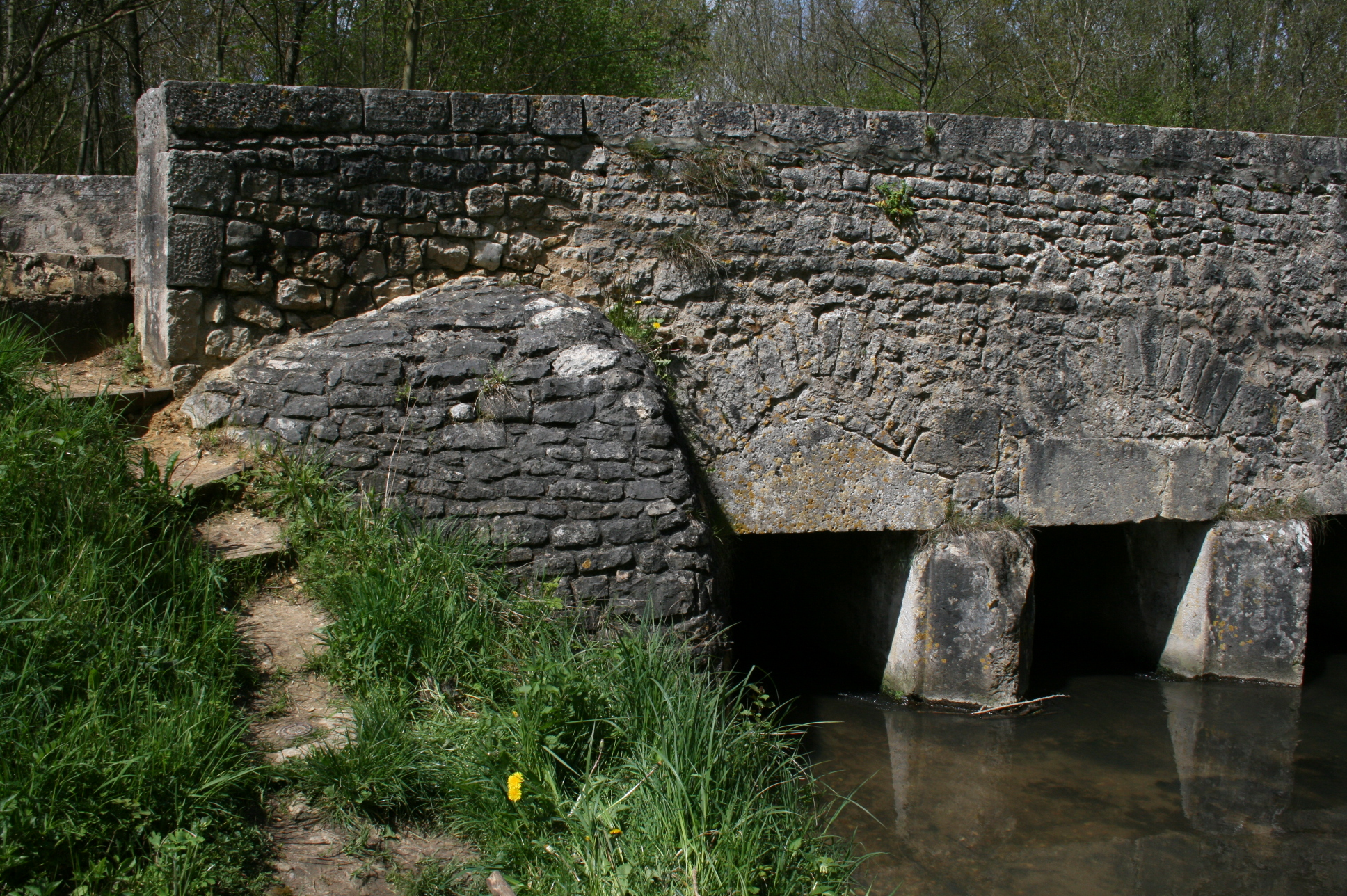
Arches côté amont
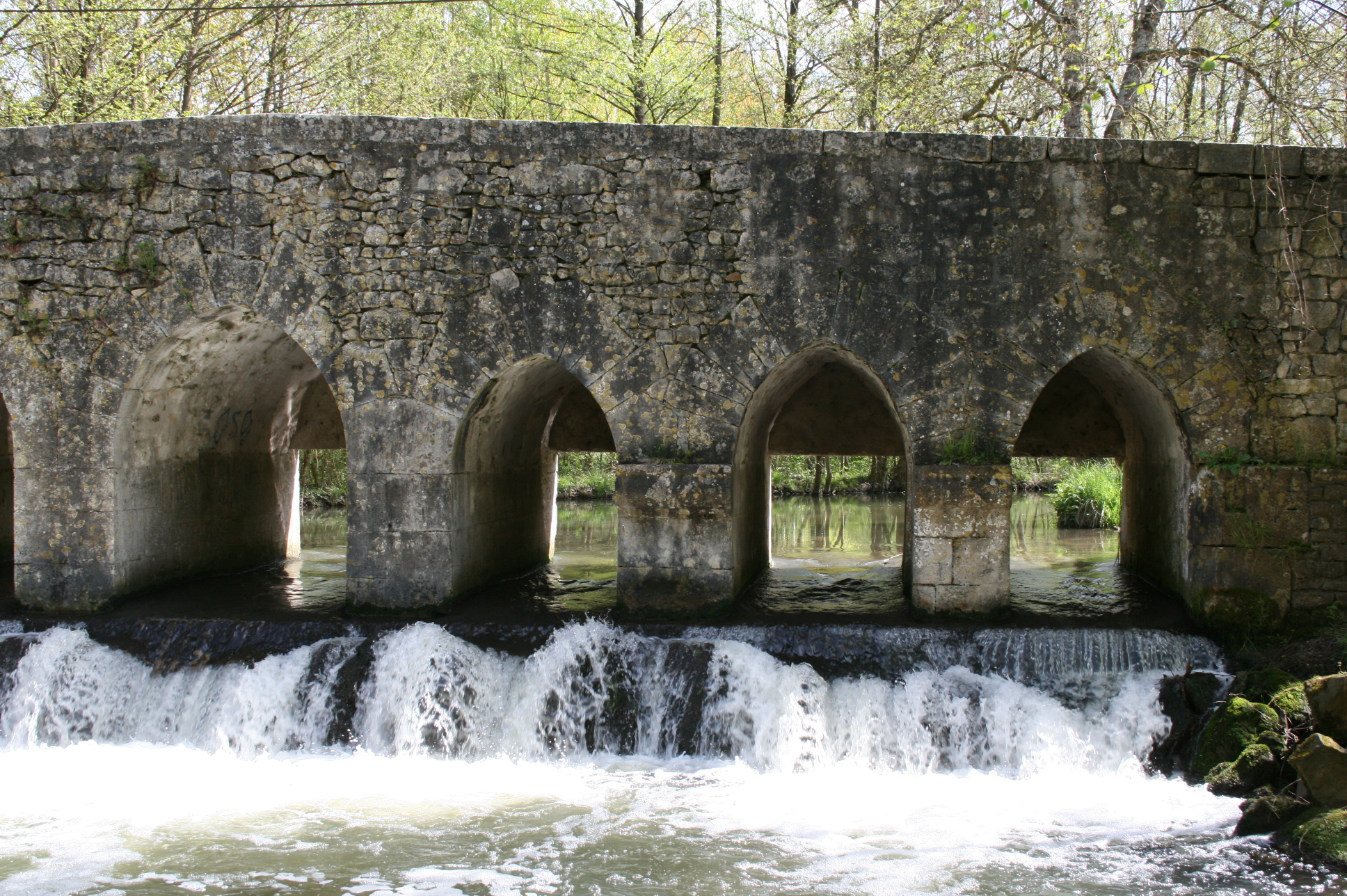
Vue générale aval
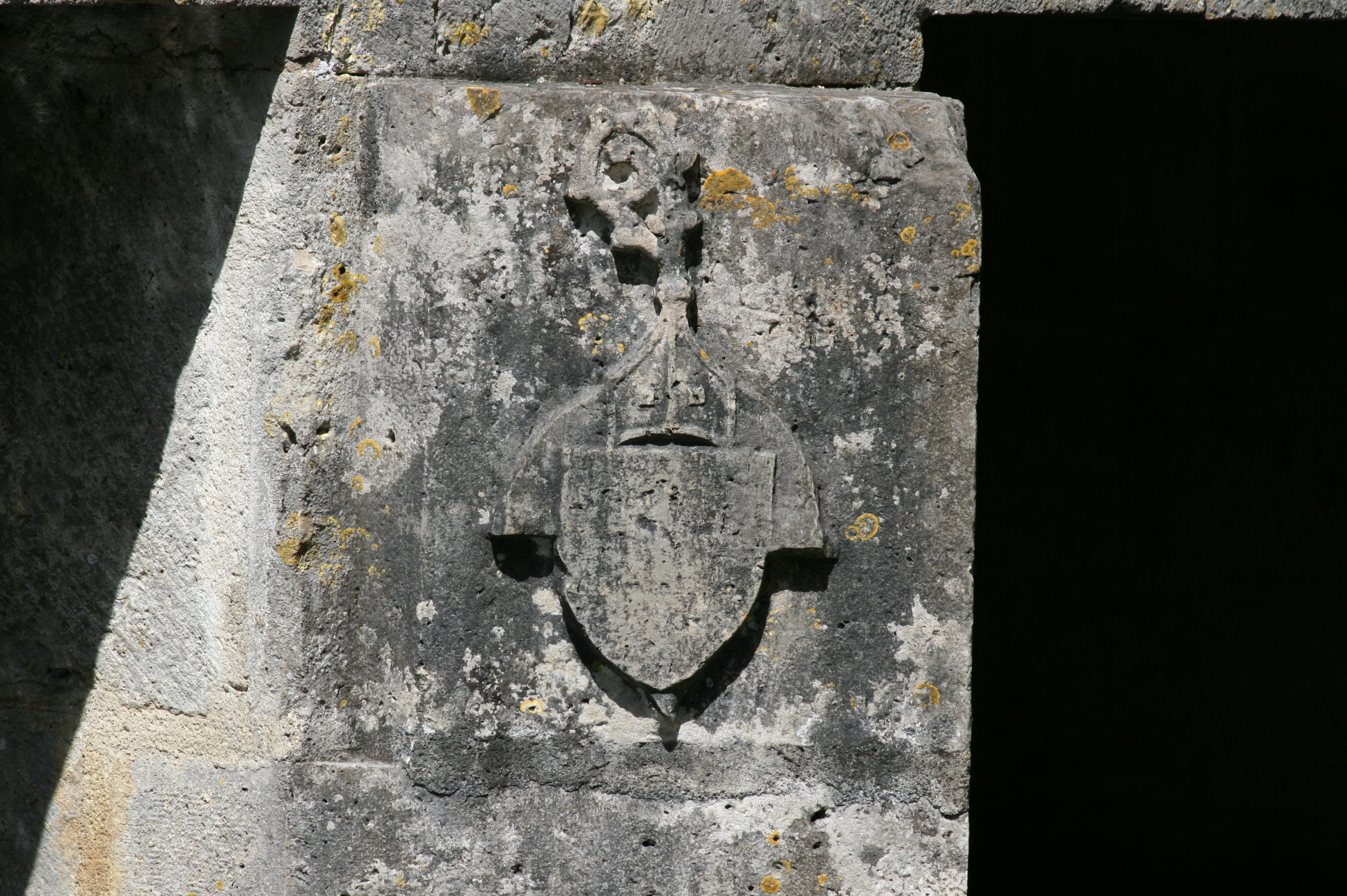
Blason sur arche amont

## Pour approfondir